# Тарасівська сільська рада (Тульчинський район)
| Тарасівська сільська рада — колишній орган місцевого самоврядування у Тульчинському районі Вінницької області з адміністративним центром у с. Тарасівка. Сільській раді підпорядковані населені пункти: - с. Тарасівка |

## Склад ради
Рада складається з 14 депутатів та голови.

## Керівний склад сільської ради
| ПІБ                          | Основні відомості                                                             | Дата обрання | Дата звільнення |
| ---------------------------- | ----------------------------------------------------------------------------- | ------------ | --------------- |
| Кочелаба Василь Анатолійович | Сільський голова, 1955 року народження, освіта, безпартійний                  | 26.03.2006   | 31.10.2010      |
| Кубик Віктор Михайлович      | Сільський голова, 1975 року народження, освіта середня загальна, безпартійний | 31.10.2010   |                 |

Примітка: таблиця складена за даними джерела